# James Shaw
James Shaw (født 13. juni 1996 i Nottingham) er en cykelrytter fra England, der er på kontrakt hos EF Education-EasyPost.